# Dekanat rossoński
Dekanat rossoński – jeden z dziesięciu dekanatów eparchii połockiej i głębockiej Egzarchatu Białoruskiego Patriarchatu Moskiewskiego.
Dziekanem jest protojerej Alaksandr Hardziewicz.

## Parafie w dekanacie[1]
- Parafia św. Mikołaja Cudotwórcy w Krasnopolu
  - Cerkiew św. Mikołaja Cudotwórcy w Krasnopolu
- Parafia Wniebowstąpienia Pańskiego w Rossonach
  - Cerkiew Wniebowstąpienia Pańskiego w Rossonach